# Saint-Laurent-sur-Saône
Saint-Laurent-sur-Saône, anciennement Saint-Laurent, est une commune française située dans le département de l'Ain, en région Auvergne-Rhône-Alpes.
Plus petite commune de l'Ain, et 18e au niveau national, Saint-Laurent est une commune devenue insulaire du fait de la construction d'un canal de dérivation à l'est de la Saône en 1992 pour protéger le pont Saint-Laurent de la destruction. Elle est longée par la Saône à l'ouest et fait partie de la Bresse près du Mâconnais.
Les habitants de la commune sont les Saint-Laurentins et les Saint-Laurentines.

## Géographie
Située en bord de Saône face à Mâcon, Saint-Laurent-sur-Saône avec ses 53 hectares de superficie est la plus petite commune du département de l'Ain et la 2e plus petite de la région Auvergne-Rhône-Alpes. Le territoire communal est si exigu que de nombreuses maisons de l'agglomération se trouvent en réalité sur le territoire des communes voisines.

### Hydrographie
Comme son nom l'indique, Saint-Laurent est bordée par la Saône. Elle définit la limite occidentale de la commune. Les crues de celle-ci, chaque année, mettent la petite commune les pieds dans l'eau. Au début des années 1980, il fut décidé de la mise au gabarit européen de la ligne fluviale Rhin-Rhône et du creusement d'un canal de contournement de Saint-Laurent qui se trouve maintenant être une île reliée aux communes voisines par des ponts. Ces travaux titanesques, déclarés le 24 novembre 1986, ont été rendus nécessaires par l'impossibilité qu'avaient les bateaux de passer sous le vieux pont lors des crues.
Au sud du bourg, la Veyle traverse une petite partie de la commune avant de se jeter dans la Saône à Grièges trois cents mètres en aval.

### Points extrêmes
- Nord : Creux Bouchacourt, 46° 18′ 43″ N, 4° 50′ 28″ E
- Est : La Paquier, 46° 18′ 39″ N, 4° 50′ 45″ E
- Sud : La Veyle, 46° 17′ 55″ N, 4° 50′ 10″ E
- Ouest : La Saône, 46° 17′ 59″ N, 4° 49′ 59″ E

### Climat
Pour des articles plus généraux, voir Climat d'Auvergne-Rhône-Alpes et Climat de l'Ain.
En 2010, le climat de la commune est de type climat océanique altéré, selon une étude du CNRS s'appuyant sur une série de données couvrant la période 1971-2000. En 2020, Météo-France publie une typologie des climats de la France métropolitaine dans laquelle la commune est 0 et est dans la région climatique Bourgogne, vallée de la Saône, caractérisée par un bon ensoleillement (1 900 h/an), un été chaud (18,5 °C), un air sec au printemps et en été et des vents faibles.
Pour la période 1971-2000, la température annuelle moyenne est de 11,8 °C, avec une amplitude thermique annuelle de 17,9 °C. Le cumul annuel moyen de précipitations est de 819 mm, avec 10,5 jours de précipitations en janvier et 7,1 jours en juillet. Pour la période 1991-2020, la température moyenne annuelle observée sur la station météorologique de Météo-France la plus proche, « Mâcon », sur la commune de Charnay-lès-Mâcon à 4 km à vol d'oiseau, est de 12,3 °C et le cumul annuel moyen de précipitations est de 833,7 mm,. Pour l'avenir, les paramètres climatiques de la commune estimés pour 2050 selon différents scénarios d'émission de gaz à effet de serre sont consultables sur un site dédié publié par Météo-France en novembre 2022.

### Voies de communication et transports
La proximité de Saint-Laurent avec Mâcon lui permet d'être au cœur d'un réseau de transport assez développé.

Plan de la commune.

#### Routes

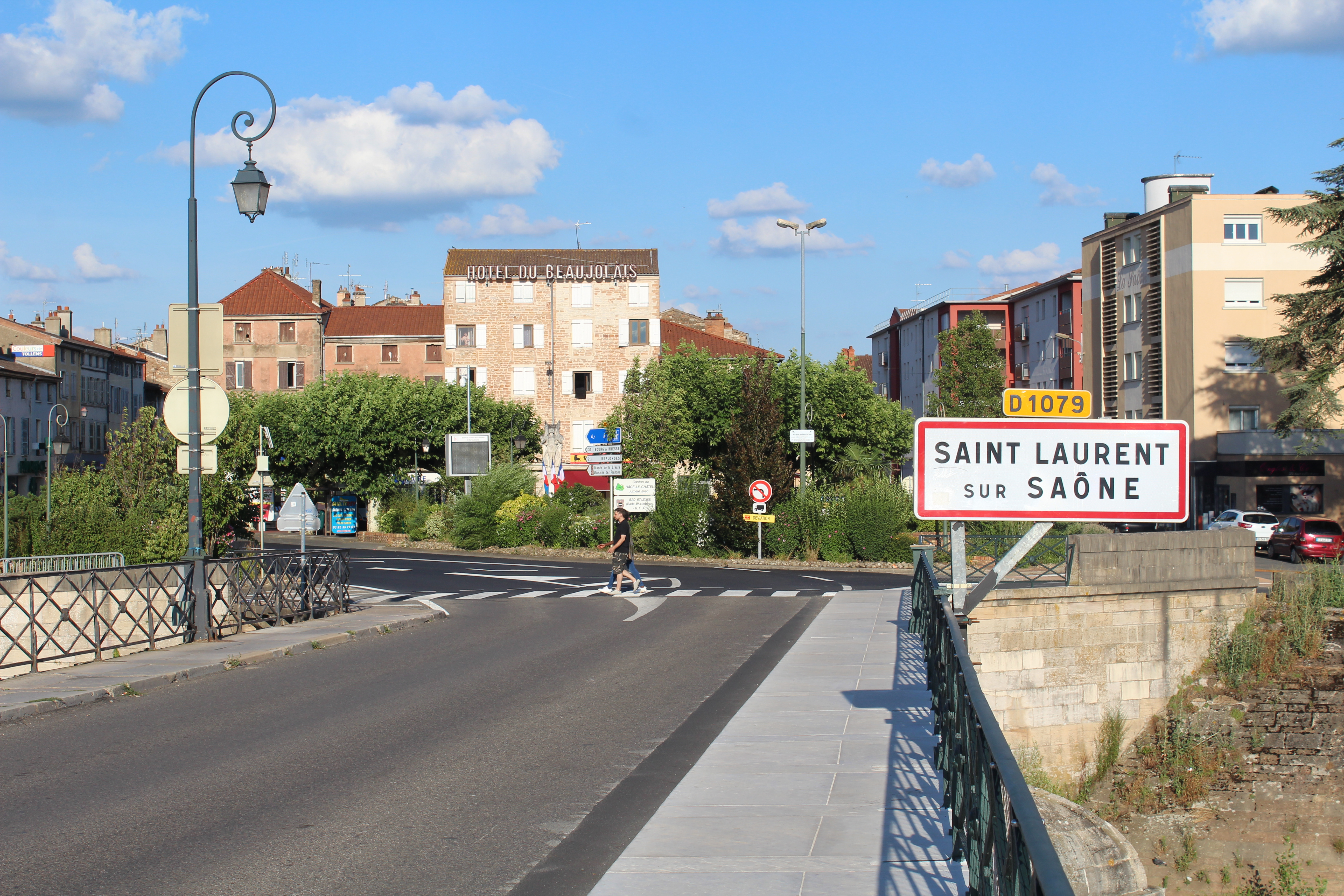
Route D 1079 sur le pont.

L'axe routier le plus important est la route départementale D 1079 qui traverse la commune d'ouest en est. Elle débute à Mâcon par le pont Saint-Laurent et prend fin dans la ville de Bourg-en-Bresse. Elle permet de rejoindre par l'ouest Mâcon et le département de Saône-et-Loire tandis que par l'est, elle permet de rejoindre, Replonges, Bourg et les autres villes importantes du département. Avant 2006, année de son déclassement, cet axe de communication faisait partie de la route nationale 79 qui reliait Saint-Éloi, commune située près de Nevers, à Montréal-la-Cluse située près de Nantua.
Au sud de la commune, la route départementale D 51 débute près du pont Saint-Laurent puis suit la Saône permet de rejoindre Mâcon en passant par le pont François-Mitterrand.
La route départementale D 68a commence au centre et se dirige au nord-est vers Replonges. Elle est nommée la route de la Prairie.
Saint-Laurent est entourée par trois autoroutes mais aucune ne la traverse. L'une d'entre elles, l'autoroute A40, constitue un axe entre Mâcon et Genève. Appartenant à la Route Centre-Europe Atlantique qui relie Bordeaux et Nantes à Annemasse, l'autoroute passe au nord de la commune. Pour y accéder, il suffit de prendre la gare de péage de Replonges ou de Mâcon-Centre à Sancé.
À l'ouest, en Saône-et-Loire, l'autoroute A6 est une voie passant reliant Paris à Lyon. Elle est accessible depuis la gare de péage de Mâcon Sud ou depuis celle de Mâcon Nord localisée à Sennecé-lès-Mâcon. L'autoroute A406 est une voie reliant l'A40 et l'A6. Inaugurée en mars 2011, elle permet aux usagers de gagner un quart d'heure pour aller à Mâcon Sud en évitant le centre. Afin d'accéder au contournement de Mâcon, il suffit de se rendre à la gare de péage de Crottet. Cette autoroute permet d'accéder à l'A6 en direction de Lyon.

#### Voies ferroviaires

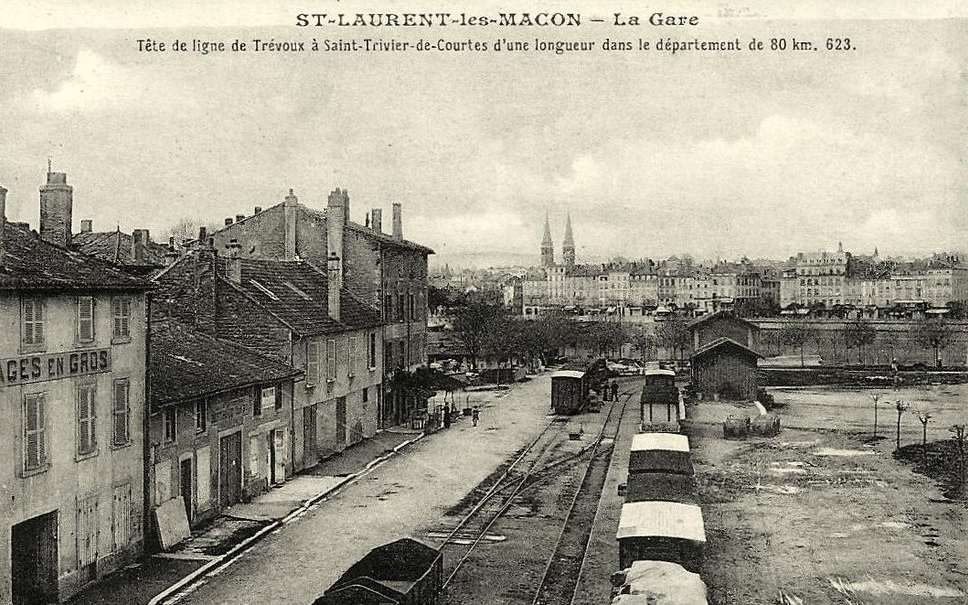
La gare.

Au début du XXe siècle, avec l'exploitation du réseau des tramways de l'Ain, la commune était desservie par le réseau ferroviaire. la ligne de Trévoux à Saint-Trivier-de-Courtes, longue de 81 km desservait la gare de Saint-Laurent-lès-Mâcon située à l'emplacement actuel du centre des impôts. La partie nord de la ligne (Saint-Laurent-lès-Mâcon <> Saint-Trivier-de-Courtes) fut fermée le 15 mai 1936.
Aujourd'hui, aucune voie ferrée ne traverse la commune mais différentes voies passent à proximité. La ligne de Mâcon à Ambérieu est desservie par les TER de la région Rhône-Alpes, elle s'arrête aux gares de Mâcon-Ville ou de Pont-de-Veyle.
La ligne traditionnelle Paris - Marseille via Dijon passe à Mâcon. La gare de Mâcon-Ville, est desservie par des TER Dijon - Mâcon - Lyon et quelques TGV reliant le nord-est de la France à la Méditerranée. Une autre voie dessert les mêmes villes mais ne passe pas à Dijon et est une voie plus rapide. La ligne à grande vitesse Paris - Lyon - Marseille, plus connue sous le nom LGV Sud-Est, traverse la Saône au sud de Mâcon, et comporte un raccordement vers la ligne Mâcon - Bourg. La gare de Mâcon-Loché-TGV, au sud-ouest de la préfecture de la Saône-et-Loire, est desservie par quelques TGV Paris - Marseille et Paris - Genève.

#### Transport fluvial
Au bord du quai Bouchacourt se trouve un embarcadère où les bateaux sont utilisés pour des promenades sur la Saône. Cette est navigable à grand gabarit européen depuis Verdun-sur-le-Doubs jusqu'à Lyon. Elle constitue un axe de transport fluvial important entre l'est et la Méditerranée et Mâcon possède un port fluvial.

#### Transport aérien
Aucune infrastructure consacrée au transport aérien n'est présente à Saint-Laurent. Néanmoins, au sud-ouest de Mâcon, la chambre de commerce et d'industrie de Saône-et-Loire gère un petit aéroport à Charnay.
Pour effectuer des vols vers l'international, les Saint-laurentins doivent se rendre à l'aéroport de Lyon-Saint-Exupéry distant de 80 kilomètres ou bien à l'aéroport de Genève distant de 140 kilomètres.

#### Transports en commun

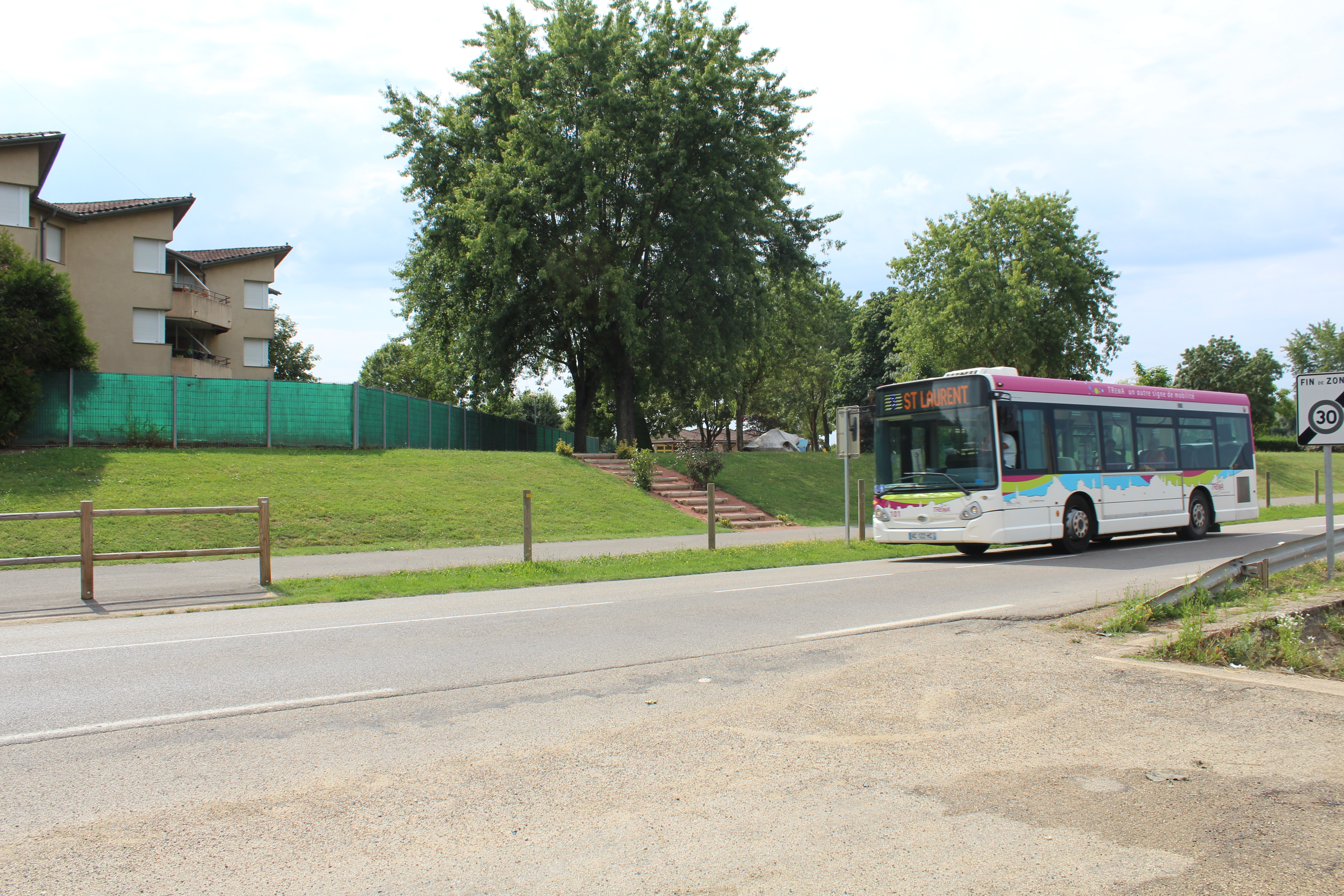
Bus du réseau Tréma.

La commune est reliée au réseau départemental des bus Cars Régions Ain. Un arrêt est installé place de la République le long la route départementale RD 1079 et intégré aux lignes 114 (Sens Belleville - Mâcon et sens Mâcon - Belleville), 118 (Sens Bourg-en-Bresse - Mâcon et sens Mâcon - Bourg-en-Bresse) et 155 (Sens Pont-de-Vaux - Mâcon et sens Mâcon - Pont-de-Vaux).
Elle est aussi reliée au réseau Tréma via la ligne B avec un arrêt place Bouchacourt et un autre vers la maison Bouchacourt.

## Urbanisme

### Typologie
Au 1er janvier 2024, Saint-Laurent-sur-Saône est catégorisée centre urbain intermédiaire, selon la nouvelle grille communale de densité à 7 niveaux définie par l'Insee en 2022.
Elle appartient à l'unité urbaine de Mâcon, une agglomération inter-régionale dont elle est une commune de la banlieue,. Par ailleurs la commune fait partie de l'aire d'attraction de Mâcon, dont elle est une commune du pôle principal,. Cette aire, qui regroupe 105 communes, est catégorisée dans les aires de 50 000 à moins de 200 000 habitants,.

### Occupation des sols
L'occupation des sols de la commune, telle qu'elle ressort de la base de données européenne d’occupation biophysique des sols Corine Land Cover (CLC), est marquée par l'importance des territoires artificialisés (54,9 % en 2018), une proportion identique à celle de 1990 (54,9 %). La répartition détaillée en 2018 est la suivante : 
zones urbanisées (54,9 %), eaux continentales (27,8 %), prairies (17,3 %).
L'évolution de l’occupation des sols de la commune et de ses infrastructures peut être observée sur les différentes représentations cartographiques du territoire : la carte de Cassini (XVIIIe siècle), la carte d'état-major (1820-1866) et les cartes ou photos aériennes de l'IGN pour la période actuelle (1950 à aujourd'hui).

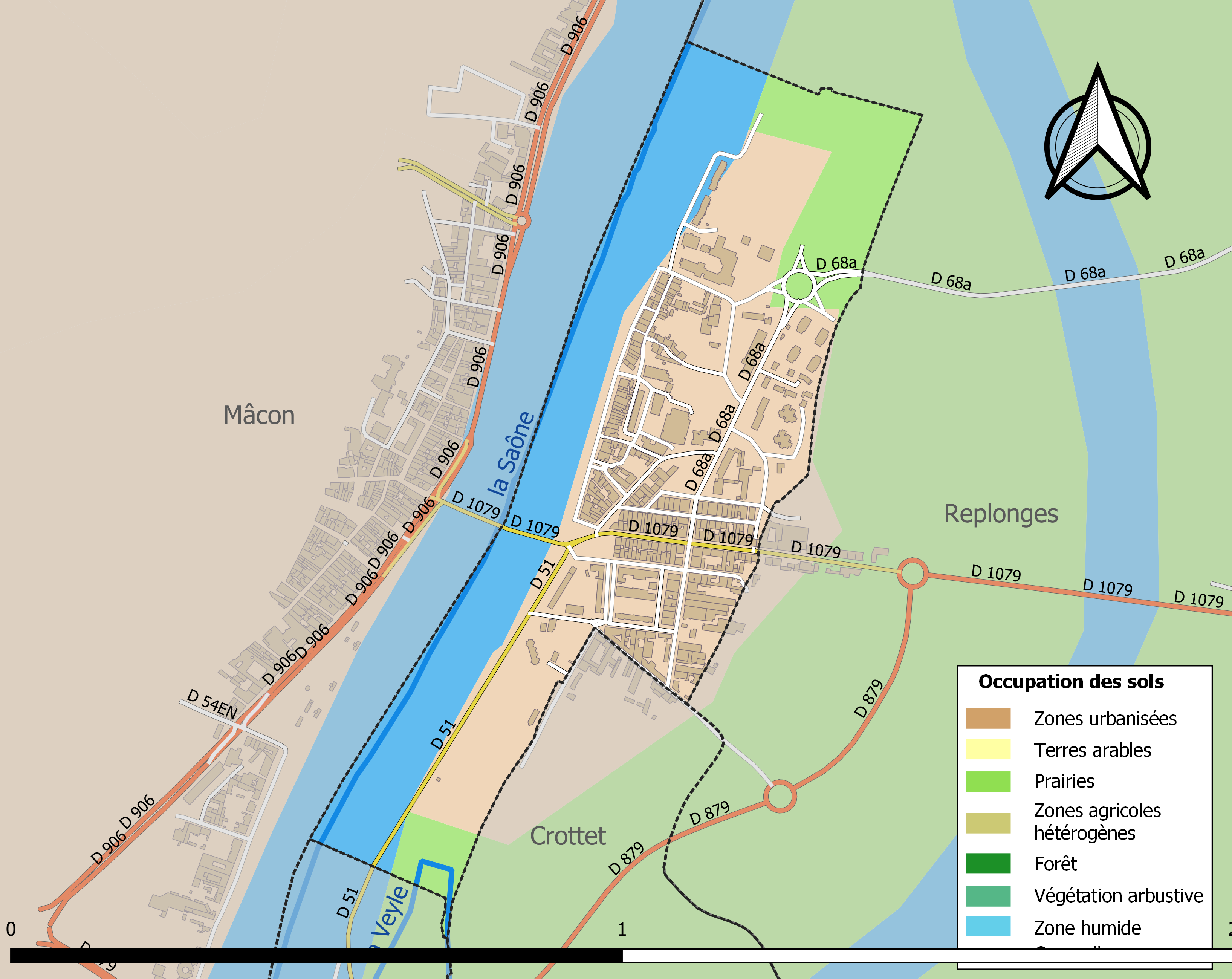
Carte des infrastructures et de l'occupation des sols de la commune en 2018 (CLC).

#### Morphologie urbaine
Du fait de sa proximité avec Mâcon et des prairies inondables qui entourent la commune, les habitations sont très concentrées avec des rues étroites. La petite taille de Saint-Laurent et sa croissance importante ont fait qu'elle a dû se développer sur les communes voisines de Crottet et de Replonges. Les habitants de ces zones ont leur adresse à Saint-Laurent, la bibliothèque municipale et la crèche sont situées sur le territoire de Replonges au hameau de la Levée.

#### Logement
Le nombre total de logements dans la commune est de 1 059. Parmi ces logements, 87,6 % sont des résidences principales, 0,7 % sont des résidences secondaires et 11,7 % sont des logements vacants. Ces logements sont pour une part de 11,2 % des maisons et 88,8 % sont des appartements ou des logements d'un autre type.

## Toponymie

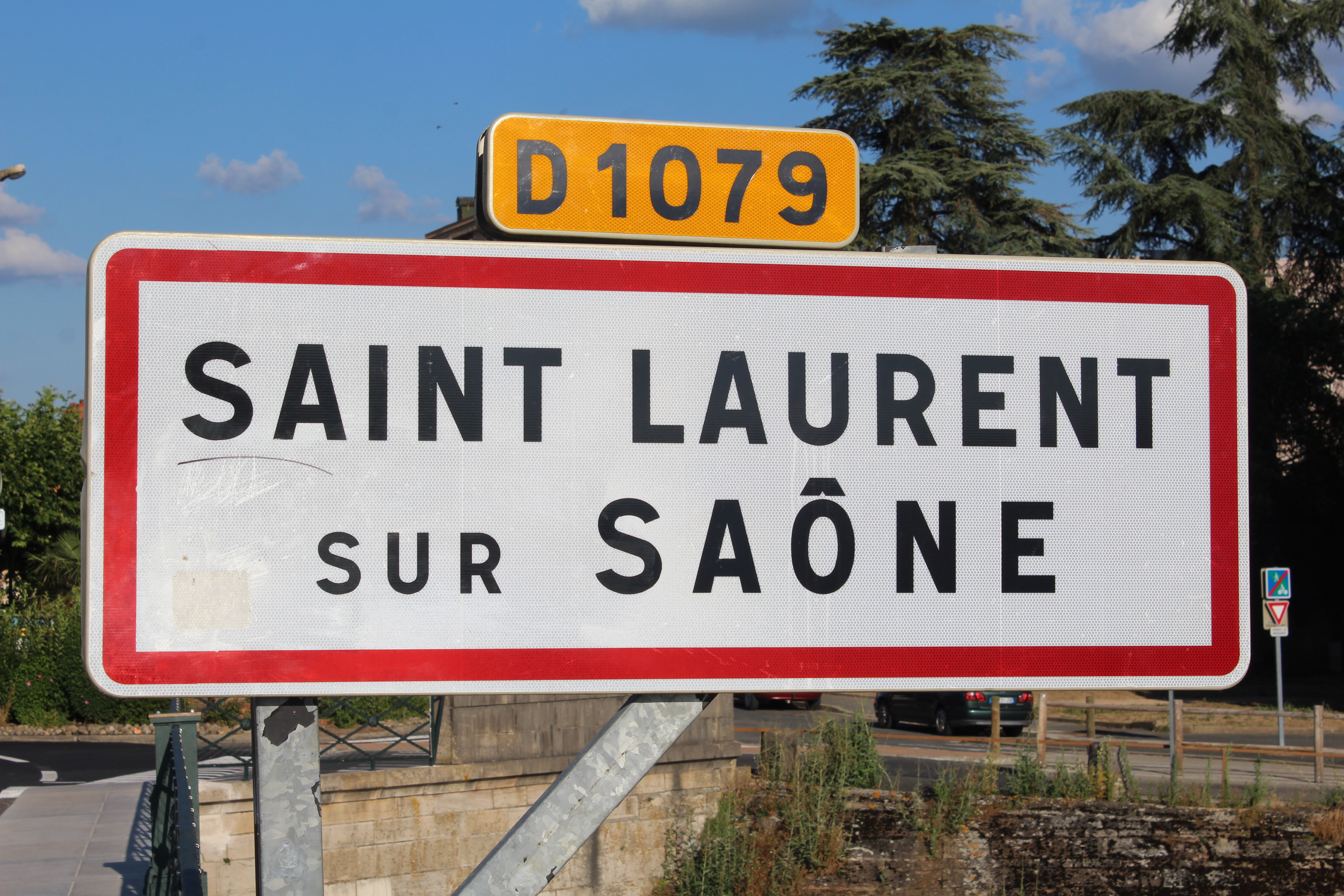
Panneau d'entrée du village.

### Attestations anciennes
La première référence faite à la commune date de 888 dans le cartulaire de Saint-Vincent-lès-Mâcon sous le nom de Sancii Laurentii. En 1194, le nom du village est Sancto Laurentio selon les archives de l'Ain.
Le terrier de Bâgé évoque Sanctum Laurentiam prope Matisconem vers 1325 mais aussi Seint Lorent. Samuel Guichenon, dans son ouvrage Histoire généalogique de la Royale Maison de Savoie, cite Saint Lorent de Mascon pour se référer au village en 1388. Trente ans plus tard, en 1418, Saint Lorens de Mâcon est évoqué par les registres consulaires de Lyon. Ensuite, Sancti Laurentii prope Matisconem est utilisé pour citer Saint-Laurent autour de 1451 selon le cartulaire de Saint-Vincent-lès-Mâcon.
En 1670, Sainct Laurent les Mascon est cité par l'enquête Bouchu alors qu'on trouve Saint Laurent lès-Mâcon en 1734.
En 1958, dans le but de se démarquer de la ville de Mâcon, le nouveau nom devient Saint-Laurent-sur-Saône.

### Origine du nom
Le nom de Saint-Laurent vient de l'abbaye fondée sur la commune au IVe siècle tandis que la mention Saône vient de la rivière qui la borde à l'ouest. Cette mention fut ajoutée en 1958 pour marquer sa volonté de se démarquer de la ville de Mâcon.

## Histoire

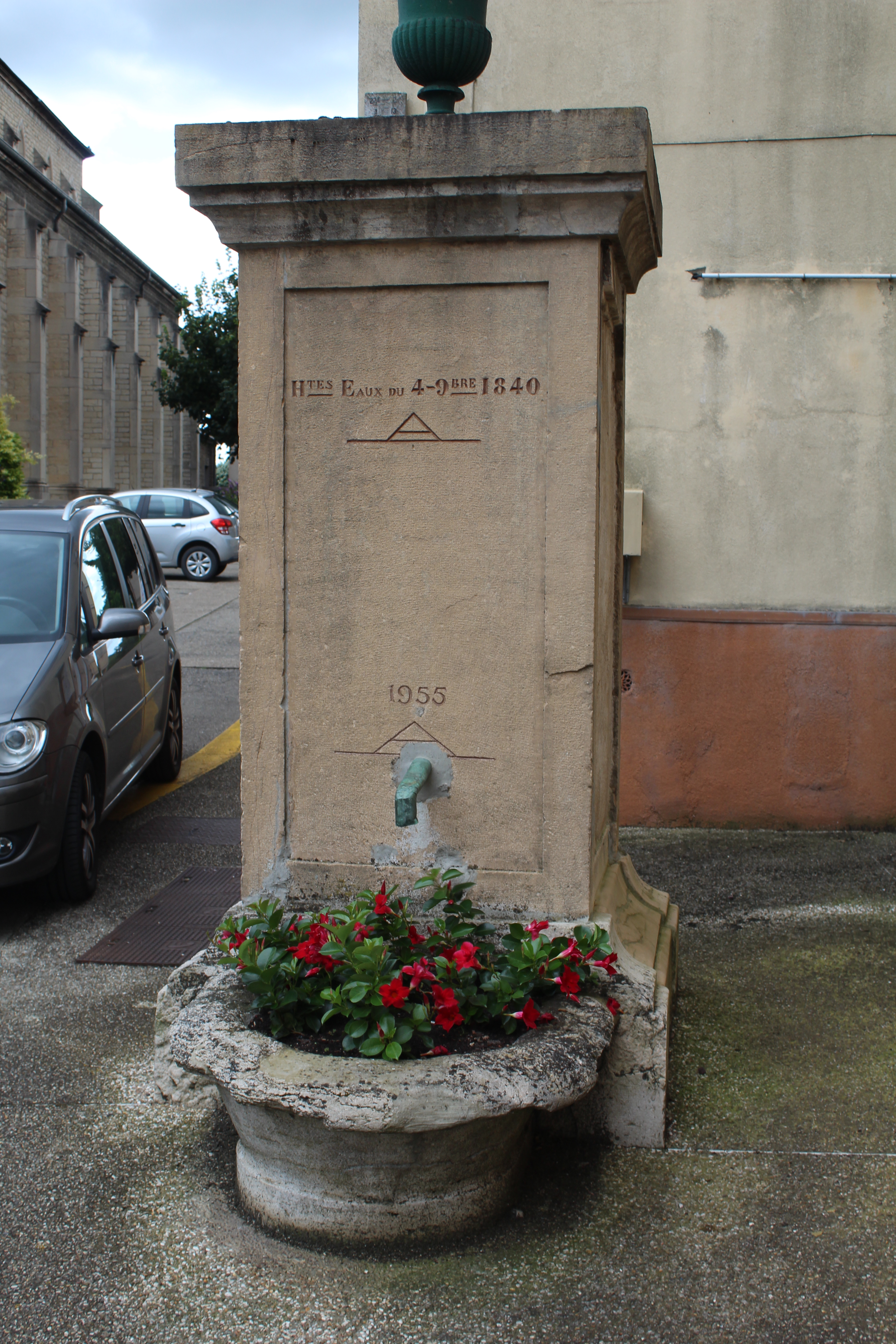
Hauteur d'eau des crues importantes de la Saône.

### Antiquité
Des fouilles effectuées en 1889 ont permis de révéler l’existence d’un site habité dès le néolithique, à l’âge du bronze ainsi qu’à l’époque gallo-romaine. Avant l'arrivée des Romains sur le territoire, le peuple celte des Ambarres dont le nom signifie « vivant des deux (amb) côtés de la Saône (Arar, la Saône) », occupait la région bressane et ses vastes forêts.
Vers les années -50, à la suite de la conquête des Gaules par les Romains, la commune et les territoires l'entourant changent de domination même si les nouveaux occupants ne s'intéressèrent pas particulièrement à cette région marécageuse et boisée. Jules César considérait la Bresse et le Bugey comme une seule région qu'il nommait Insula Gallica. Au cours de cette époque, un pont de bois a été jeté sur la rivière en face de l'église actuelle. Au Modèle:S), par basses eaux l'on pouvait voir au fond de la Saône les vestiges de ce pont.
Au IVe siècle, le village se développe autour de l'abbaye construite durant ce siècle sur le territoire de la commune. Elle fut longtemps un sujet de querelles entre les sires de Bâgé et les évêques de Mâcon.

### Moyen Âge et Renaissance
Autrefois, Saint-Laurent était habité par les bateliers qui offraient leurs services aux Bressans afin de traverser la prairie lorsqu’elle était inondée.
Après le 8 janvier 855, un concile se tient à Saint-Laurent-les-Mâcon qui réunit les évêques des provinces de Lyons et de Vienne. Le synode publie quatre canons « au sujet de l'usurpation des biens d'Église et des crimes qui pullulaient ».
Au XIe siècle, Gauslein, évêque de Mâcon, offre l’abbaye à perpétuité à Rodolphe, sire de Bâgé. Les seigneurs de Bâgé en profitèrent pour construire une petite forteresse au sud de l’abbaye. Quant aux évêques Mâconnais, ils édifièrent un nouveau pont grâce à l’aide des comtes de leur ville.
En 1272, la sirerie de Bâgé passe entre les mains des ducs de Savoie à la suite du mariage de Sybille de Bâgé avec le comte Amédée V. Devenu frontière occidentale des États savoyards, Saint-Laurent devient ainsi un point très important. Les comtes de Savoie firent du village une petite seigneurie dont l’existence fut brève. Les seigneurs avaient pour mission, outre de percevoir les revenus, de surveiller les agissements Mâconnais qui revendiquaient des droits sur la rive gauche de la Saône devenue savoyarde, face à Mâcon.
En 1282, une invasion des Mâconnais est redoutée et en 1284 s'engagent  des négociations au sujet de la ville entre les deux parties. En 1314, les Mâconnais y placent des panonceaux aux armes de France à l'extrémité du pont en dépit des ordres de Philippe le Bel ordonnant de ne pas inquiéter le comte de Savoie Amédée sur les terres qui ne relèvent pas du roi. Cette provocation aboutit seulement par une plainte que règle, en 1340, le parlement de Paris. En 1342, les Mâconnais soutenus par leur évêques érigent des constructions à l'endroit même où ils avaient installés auparavant les panonceaux royaux ; l'affaire se termine par une chevauchée convoquée à Bagé pour détruire ces édifices.
En 1356, Saint-Laurent est rattaché à la châtellenie de Bâgé, et les comtes de Savoie y installent leurs prisons seigneuriales.
En 1595, durant les guerres de Religion, Saint-Laurent est sans cesse menacé par les protestants. Les habitants demandent alors à être mis sous la protection du roi de France Henri IV.
En 1601, après la fin de la Guerre franco-savoyarde qui se termine par le traité de Lyon, Saint-Laurent-sur-Saône appartient à la France avec l'acquisition par celle-ci de la Bresse, du Bugey, du Valromey et du pays de Gex. Elle est par la suite intégrée à la province bourguignonne. Dès que la Saône cesse d'être frontière, les autorités municipales de Mâcon tentent, à plusieurs reprises, de faire reconnaître Saint-Laurent dict lès Mâcon comme simple faubourg de Mâcon, notamment en ce qui concerne le logement des gens de guerre.
Au début du XVIIIe siècle, la levée est construite, les vieilles tours du pont détruites pour faciliter l’entrée à la cité. Les marchandises peuvent y affluer et Saint-Laurent devint le plus important marché de bétail et de céréales de la région. Peu avant la Révolution, en 1769, le marquis de Feillens décide de racheter Saint-Laurent-sur-Saône.

### Époque contemporaine

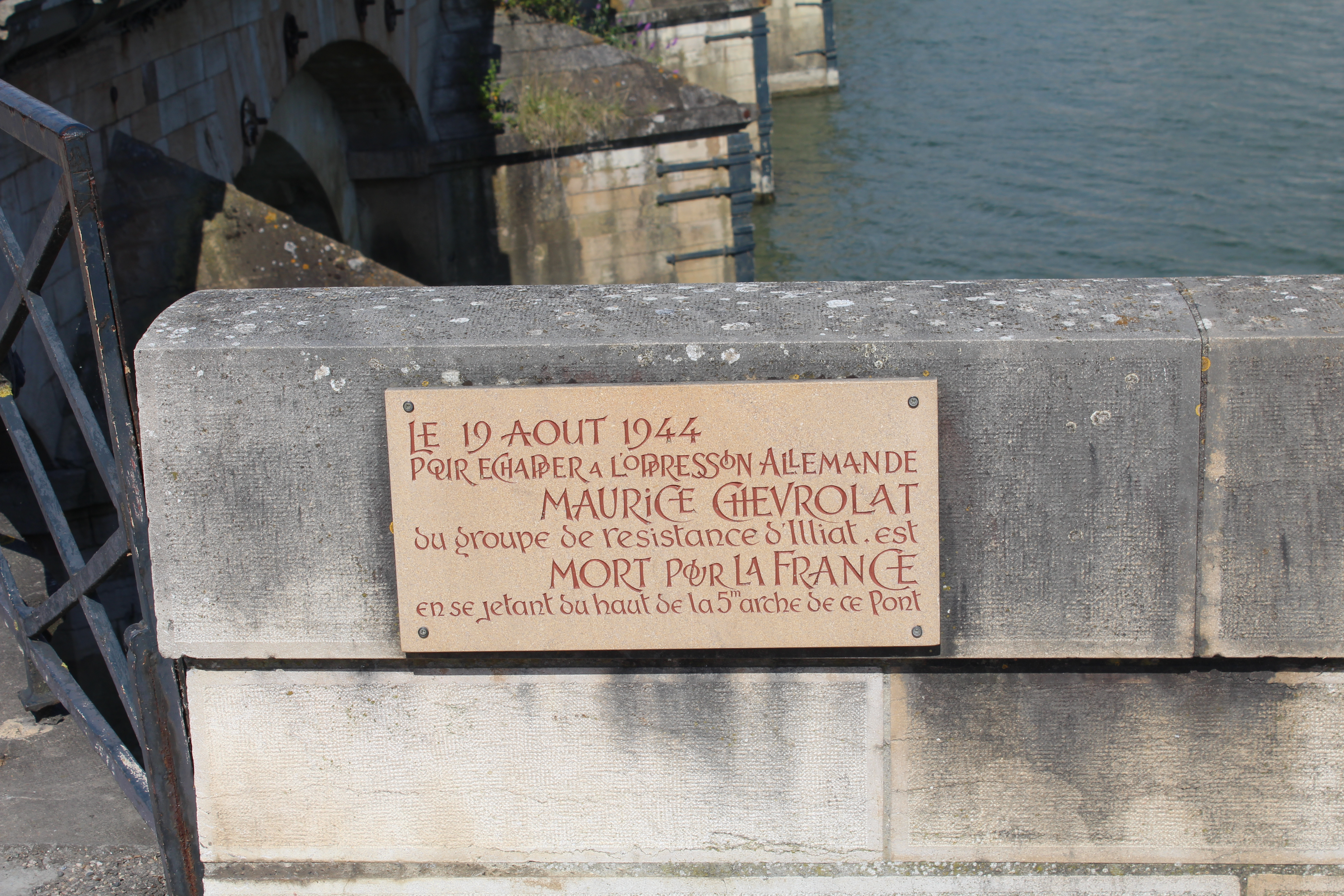
Plaque en l'honneur de Maurice Chevrolat au pont Saint-Laurent.

À la suite des désastres napoléoniens, la commune subit l’occupation autrichienne en 1814. Menacée d’être brûlée, la ville est rançonnée et doit nourrir ainsi que loger près de 50 000 soldats durant 5 mois.
En novembre 1840, on observe la crue de la Saône la plus importante que la commune ait connue.
À la suite de la signature de l'armistice du 22 juin 1940, le village se trouve dans la zone libre de l'État français. De novembre 1942 jusqu'à l'été 1944, il est sous occupation allemande. Le 19 août 1944, le résistant Maurice Chevrolat se jette du haut de la 5e arche du pont Saint-Laurent pour échapper à l'oppression allemande.
Le 11 septembre 1964, le territoire s'agrandit vers le sud avec un gain de plus de 6,3 hectares pris sur le territoire de Crottet, privant cette dernière à son accès à la Saône,.
Le 11 avril 1991 est inauguré le pont enjambant le canal de dérivation de la Saône.

## Politique et administration

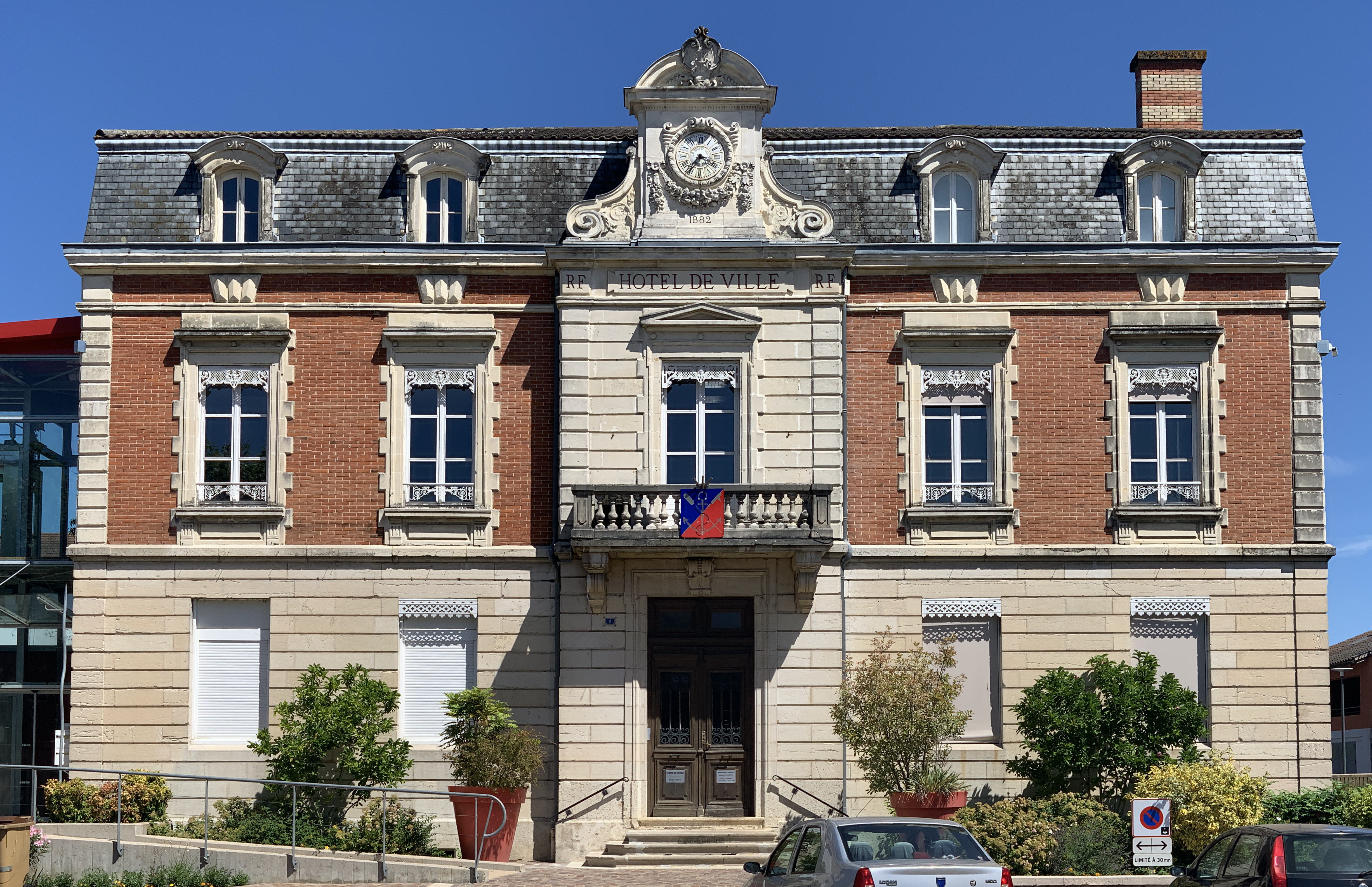
Hôtel de ville.

### Rattachements administratifs et électoraux
Durant l'Ancien Régime, Saint-Laurent-sur-Saône était une communauté du mandement de Bâgé et du bailliage, de l'élection et de la subdélégation de Bourg.
En 1790, le comité chargé par l’Assemblée nationale constituante de faire la délimitation des départements décide par décret du 19 janvier 1790 de conserver la Saône comme limite et d'intégrer en conséquence Saint-Laurent dans le département de l'Ain alors qu'il aurait pu faire partie de la Saône-et-Loire. Jusqu'en 1795, elle est une municipalité du canton de Bâgé-le-Châtel, et dépend du district de Pont-de-Vaux. En 1800, après la suppression des districts, elle intègre l'arrondissement de Bourg-en-Bresse mais reste dans le canton de Bâgé-le-Châtel.
Depuis au moins 1988, la commune fait partie de la quatrième circonscription de l'Ain pour l'élection des députés.
En mars 2015, à l'occasion des élections départementales, le décret du 13 février 2014 portant sur le redécoupage cantonal des cantons de l'Ain entre en vigueur. Ainsi, Saint-Laurent-sur-Saône est la seule commune du canton de Bâgé-le-Châtel intégrée au nouveau canton de Vonnas.

### Maires de la commune
| Période                                  | Période   | Identité             | Étiquette | Qualité                                                  |
| ---------------------------------------- | --------- | -------------------- | --------- | -------------------------------------------------------- |
| 1941                                     | 1959      | Alexandre Nicolot    |           | Juste parmi les nations                                  |
| avant 1988                               | 1995      | André Cousin         |           |                                                          |
| 1995                                     | juin 2020 | Jean-Pierre Pagneux, |           | Retraité des artisans, commerçants et chefs d'entreprise |
| juin 2020                                | En cours  | Jacques Doussot      |           | Professeur, profession scientifique                      |
| Les données manquantes sont à compléter. |           |                      |           |                                                          |

### Tendances politiques et résultats
| Scrutin             | Scrutin             | 1er tour | 1er tour  | 1er tour | 1er tour | 1er tour | 1er tour | 1er tour | 1er tour | 1er tour | 1er tour | 1er tour   | 1er tour | 2d tour | 2d tour | 2d tour | 2d tour | 2d tour | 2d tour |
| Scrutin             | Scrutin             | 1er      | 1er       | %        | 2e       | 2e       | %        | 3e       | 3e       | %        | 4e       | 4e         | %        | 1er     | 1er     | %       | 2e      | 2e      | %       |
| ------------------- | ------------------- | -------- | --------- | -------- | -------- | -------- | -------- | -------- | -------- | -------- | -------- | ---------- | -------- | ------- | ------- | ------- | ------- | ------- | ------- |
| Présidentielle 2017 | Présidentielle 2017 |          | EM        | 22,98    |          | FN       | 22,55    |          | LFI      | 22,13    |          | LR         | 16,03    |         | EM      | 62,64   |         | FN      | 37,36   |
| Présidentielle 2022 | Présidentielle 2022 |          | LREM      | 26,92    |          | LFI      | 23,36    |          | RN       | 22,65    |          | REC        | 6,84     |         | LREM    | 57,65   |         | RN      | 42,35   |
| Législatives 2022   | 4e                  |          | LFI-Nupes | 27,27    |          | RN       | 21,36    |          | LREM-Ens | 16,59    |          | LREM-diss. | 12,95    |         | LFI     | 56,75   |         | RN      | 43,25   |
| Législatives 2024   | 4e                  |          | RN        | 37,19    |          | EELV-NFP | 32,83    |          | HOR-Ens  | 17,92    |          | LR         | 10,72    |         | HOR     | 58,73   |         | RN      | 41,27   |

### Intercommunalité
Entre 1998 et jusqu'au 31 décembre 2016, Saint-Laurent appartenait à la communauté d'agglomération du Mâconnais - Val-de-Saône. Avant cette date, elle appartenait au SIVOM du canton de Bâgé créé en 1972 qui sera remplacé en 1998 par la communauté de communes du pays de Bâgé. Depuis le 1er janvier 2017, la commune est intégrée à la nouvelle communauté d'agglomération du Mâconnais Beaujolais.
Comme la totalité des communes du département de l'Ain, le village appartient au syndicat intercommunal d'énergie et de e-communication de l'Ain, organisation fondée le 11 mars 1950. Le syndicat est compétent dans la gestion des réseaux d'électrification, de gaz, de l'éclairage public, de la communication électronique. En plus de ces compétences, la structure accompagne les communes pour qu'elles puissent maîtriser leur consommation d'énergie, gère un système d'information géographique.

### Jumelages
Saint-Laurent est jumelée avec la commune de Bad Waldsee localisée au sud de la Bavière ( Allemagne).

## Population et société

### Démographie
L'évolution du nombre d'habitants est connue à travers les recensements de la population effectués dans la commune depuis 1793. Pour les communes de moins de 10 000 habitants, une enquête de recensement portant sur toute la population est réalisée tous les cinq ans, les populations de référence des années intermédiaires étant quant à elles estimées par interpolation ou extrapolation. Pour la commune, le premier recensement exhaustif entrant dans le cadre du nouveau dispositif a été réalisé en 2008.

En 2022, la commune comptait 1 735 habitants, en évolution de −1,08 % par rapport à 2016 (Ain : +5,15 %, France hors Mayotte : +2,11 %).
| 1793  | 1800  | 1806  | 1821  | 1831  | 1836  | 1841  | 1846  | 1851  |
| ----- | ----- | ----- | ----- | ----- | ----- | ----- | ----- | ----- |
| 1 118 | 1 436 | 1 292 | 1 160 | 1 300 | 1 368 | 1 399 | 1 442 | 1 542 |

| 1856  | 1861  | 1866  | 1872  | 1876  | 1881  | 1886  | 1891  | 1896  |
| ----- | ----- | ----- | ----- | ----- | ----- | ----- | ----- | ----- |
| 1 581 | 1 477 | 1 705 | 1 770 | 1 675 | 1 832 | 1 824 | 1 746 | 1 661 |

| 1901  | 1906  | 1911  | 1921  | 1926  | 1931  | 1936  | 1946  | 1954  |
| ----- | ----- | ----- | ----- | ----- | ----- | ----- | ----- | ----- |
| 1 698 | 1 722 | 1 716 | 1 524 | 1 667 | 1 760 | 1 719 | 2 006 | 2 044 |

| 1962  | 1968  | 1975  | 1982  | 1990  | 1999  | 2006  | 2008  | 2013  |
| ----- | ----- | ----- | ----- | ----- | ----- | ----- | ----- | ----- |
| 2 041 | 2 041 | 1 967 | 1 813 | 1 710 | 1 655 | 1 718 | 1 736 | 1 781 |

| 2018  | 2022  | - | - | - | - | - | - | - |
| ----- | ----- | - | - | - | - | - | - | - |
| 1 689 | 1 735 | - | - | - | - | - | - | - |

### Enseignement

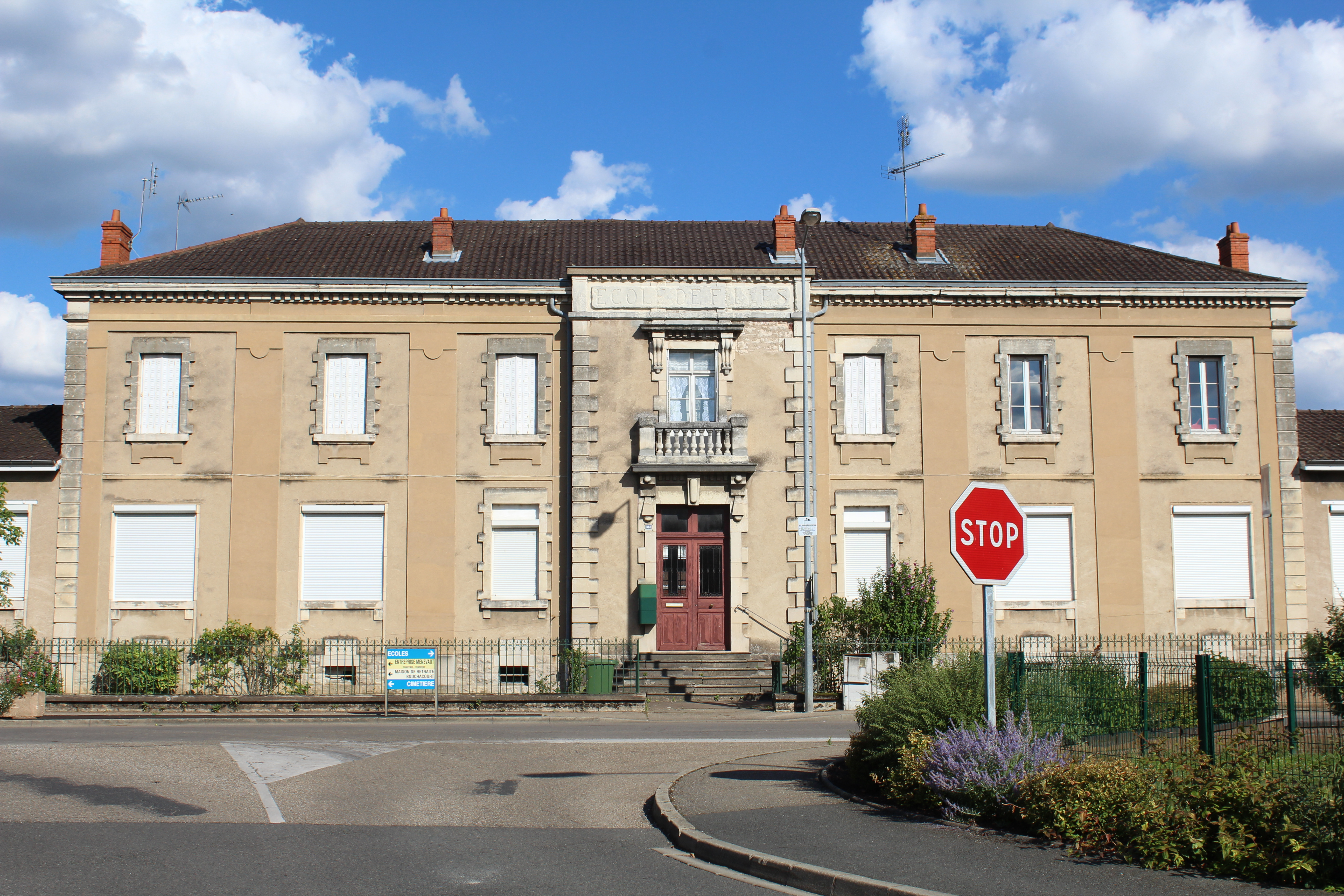
Un des bâtiments de l'école.

L'école publique Jules-Verne est la seule école de la commune, elle est constituée de cinq classes. Les élèves de la commune se dirigent dans les collèges et lycées de Mâcon pour poursuivre leur scolarité secondaire. Toutefois, leur collège de secteur est le collège Bréart et le lycée est celui de René-Cassin. À noter qu'une crèche halte-garderie de la CAMVAL est installée dans la commune.

### Sports
- L'AS Saint-Laurentine est un club de football qui évolue au niveau départemental.
- Le Rex Athlétic Club est une association sportive regroupant plusieurs disciplines dont la danse et le step.
- L'Amicale Boules Saint-Laurentine propose à ses licenciés de pratiquer la pétanque au boulodrome de la commune.

### Médias
- Le journal Le Progrès propose une édition locale aux communes de l'Ain. Il paraît du lundi au dimanche et traite des faits divers, des évènements sportifs et culturels au niveau local, national, et international.
- Le Journal de Saône-et-Loire (édition de Mâcon) est un quotidien, il délivre les actualités du département et des communes de la rive gauche de la Saône.
- Le journal Voix de l'Ain est un hebdomadaire publié les vendredis qui propose des informations locales pour les différentes régions du département de l'Ain.
- La chaîne France 3 Rhône Alpes Auvergne est disponible dans la région.

### Culte
Saint-Laurent-sur-Saône relève, du point de vue du culte catholique, du groupement paroissial de Feillens.

## Culture et patrimoine

### Lieux et monuments
- Le vieux pont de pierre Saint-Laurent, date du XIe siècle[53]. Plusieurs fois menacé de destruction notamment au XXe siècle, l'édifice est classé monument historique depuis 1987[54].
- L'église Saint-Laurent a été reconstruite en 1853 sur l'emplacement de l'ancien lieu de culte ravagé par un incendie le 19 mars 1804. L'orgue de chœur et deux des tableaux installés dans l'édifice sont classés en tant qu'objets mobiliers des monuments historiques[55],[56],[57],[58].
- Quais Bouchacourt, sur les bords de Saône.
- Ancien hôtel des ducs de Savoie.

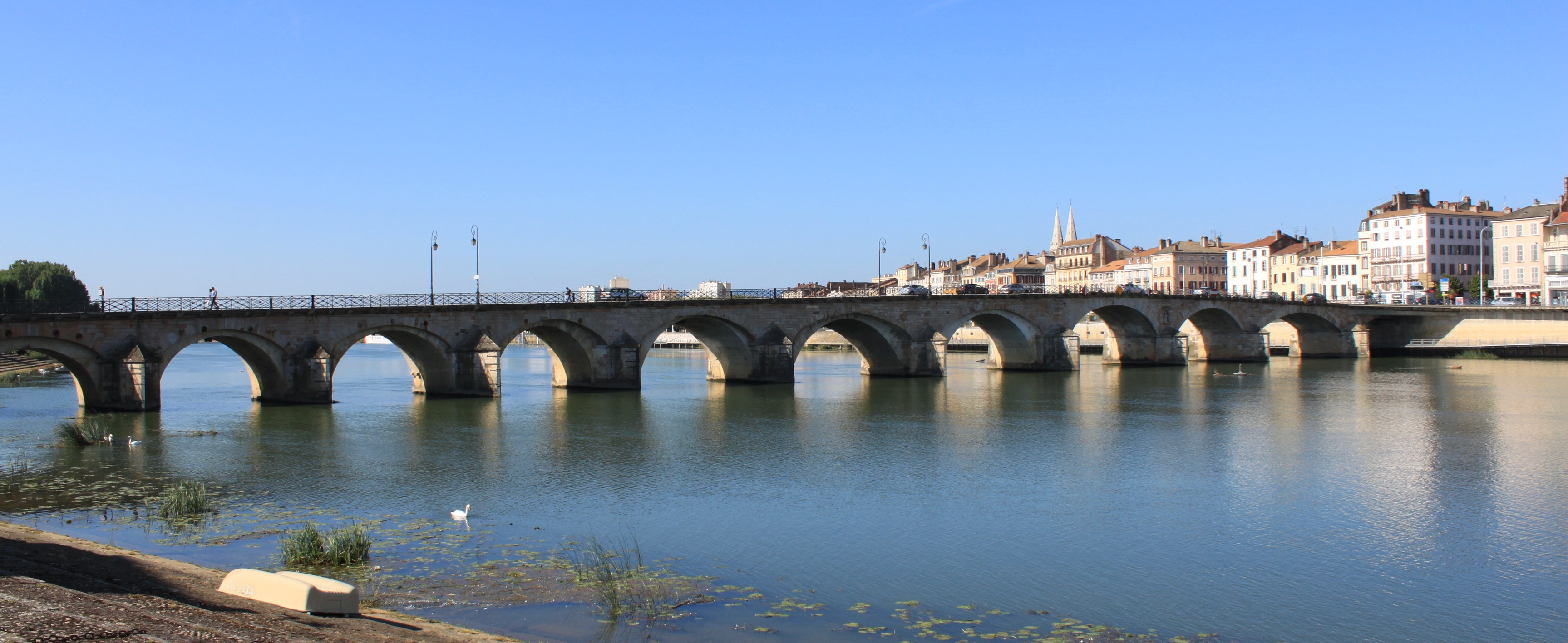
Pont Saint-Laurent.
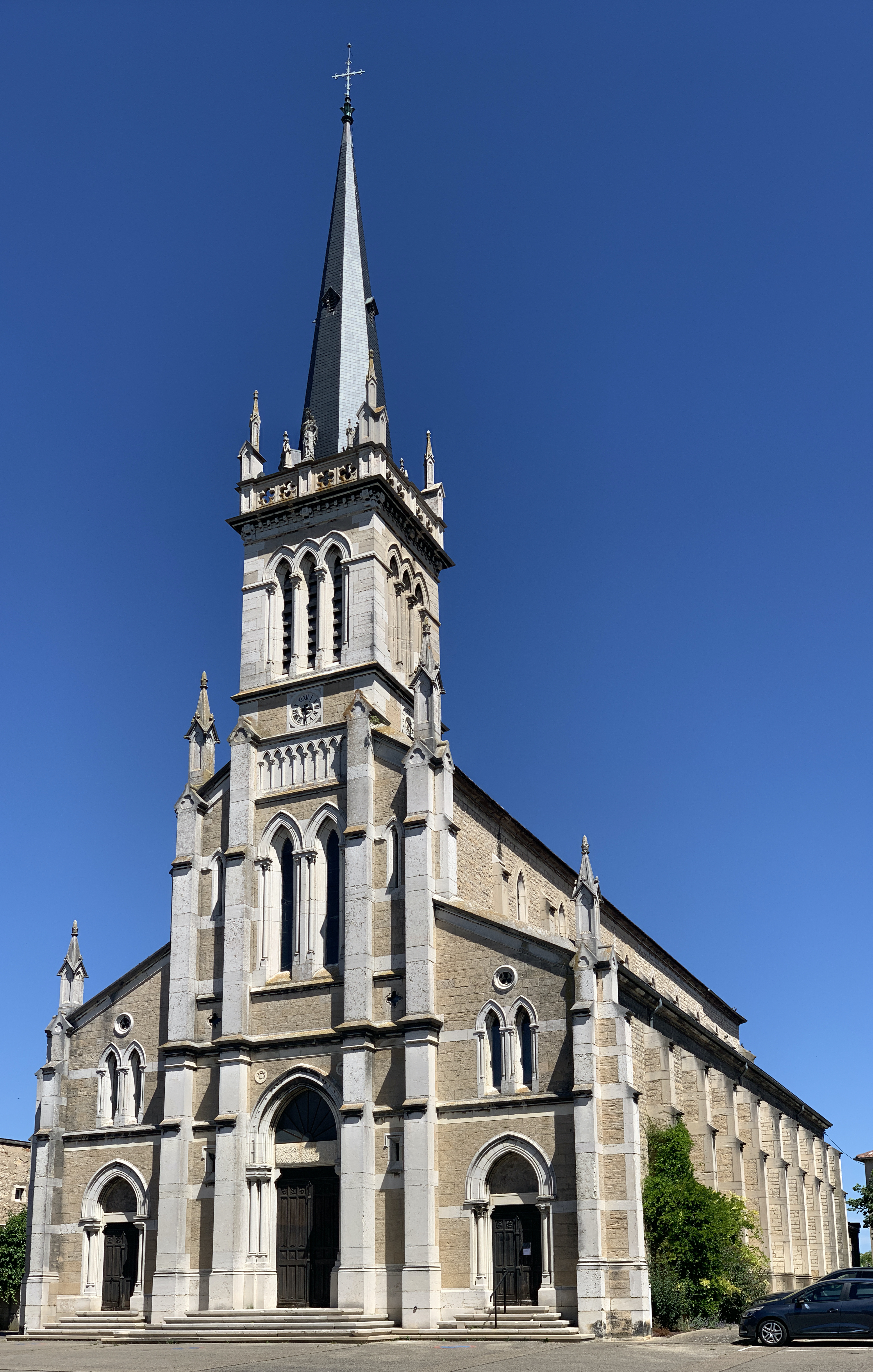
Église Saint-Laurent.
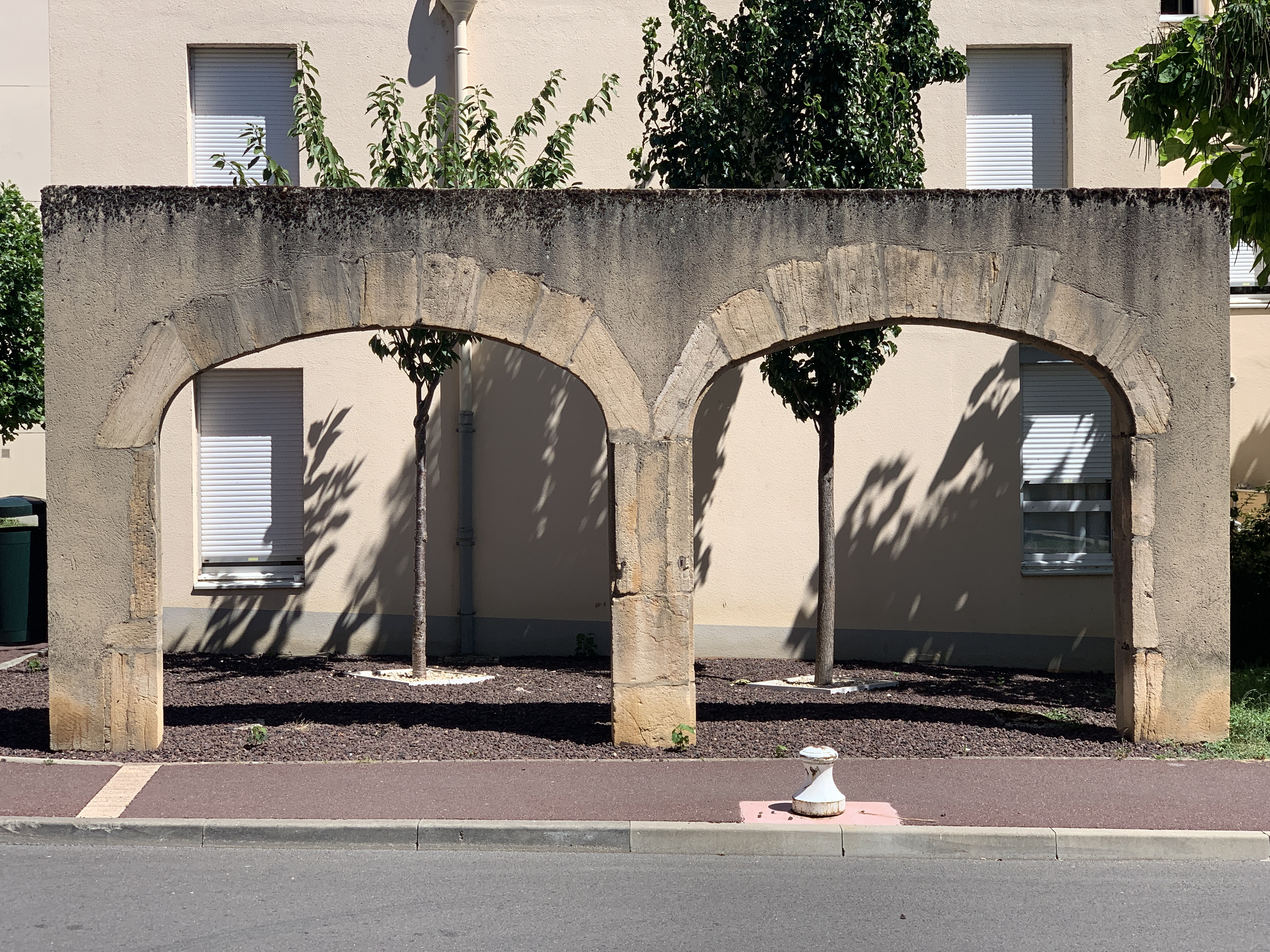
Vestiges d'une ancienne maison.
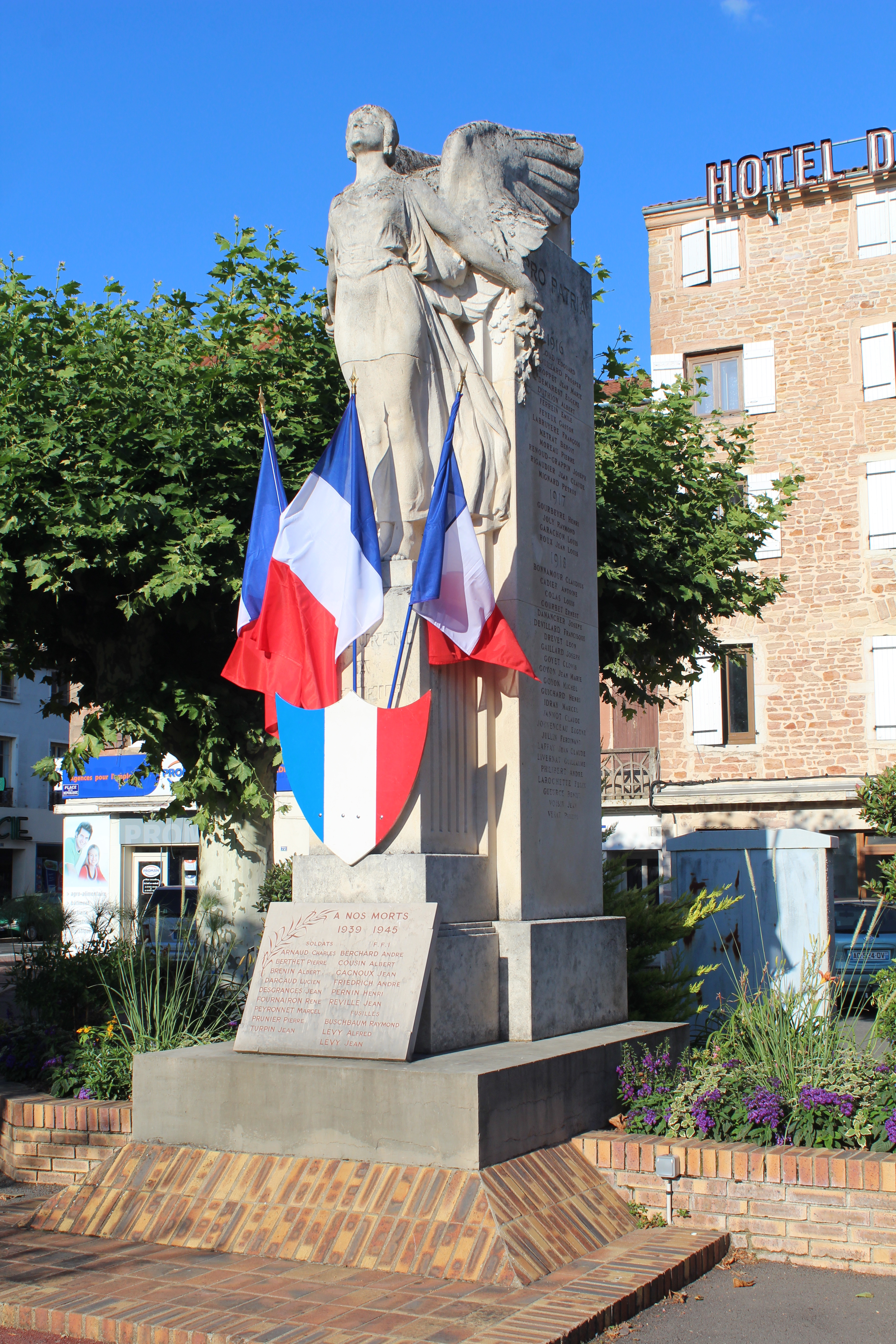
Monument aux morts.
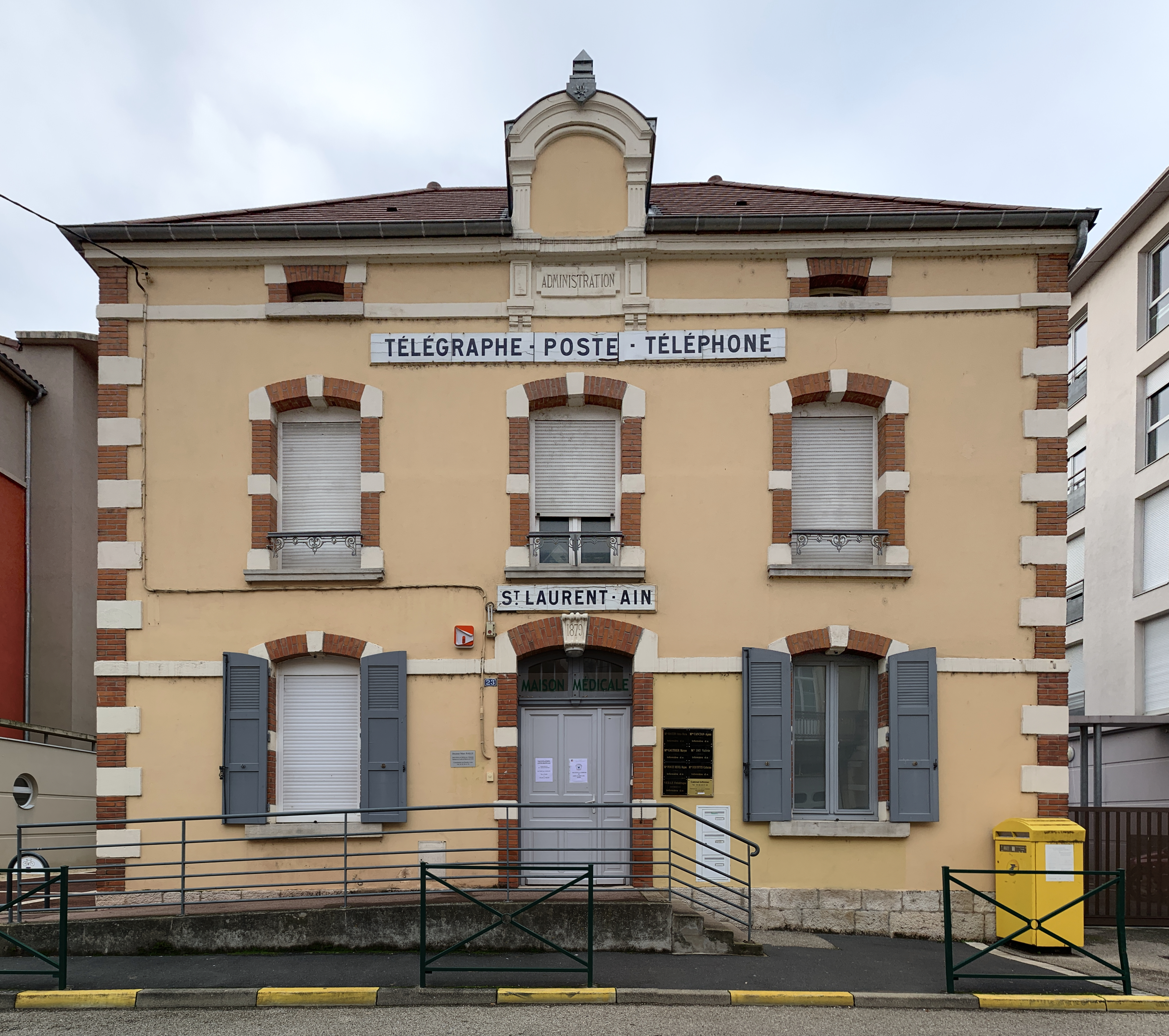
Ancien bureau de poste.

### Gastronomie
Les spécialités culinaires sont celles de la région bressane, c'est-à-dire la volaille de Bresse, les gaudes, la galette bressane, les gaufres bressanes, la fondue bressane.
La commune se situe dans l'aire géographique de l'AOC Volailles de Bresse. La commune viticole de Saint-Laurent-sur-Saône a l'autorisation de produire le vin IGP Coteaux-de-l'Ain sous les trois couleurs, rouge, blanc et rosé.

### Personnalités liées à la commune

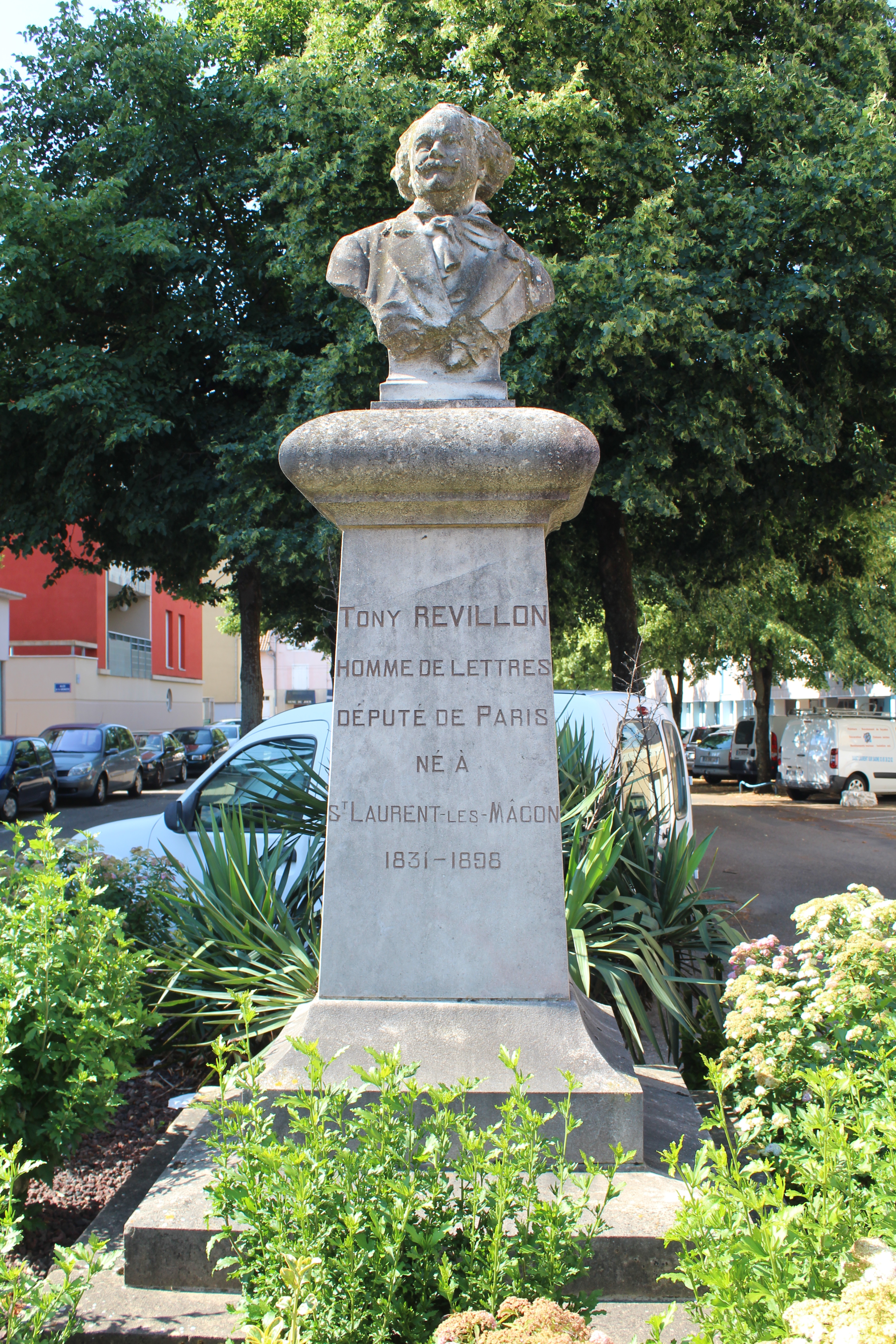
Monument en l'honneur de Tony Révillon.

- Charles Joseph François Wolff (1823-1901), général français qui commanda entre autres les 7e et 13e corps d'armée
- Tony Révillon (1832-1898), journaliste et homme politique
- Francisque Ordinaire (1844-1896), homme politique français, député du Rhône de 1871 à 1877

### Héraldique
| Blason de Saint-Laurent-sur-Saône | Blason  | Tranché d'azur et de gueules à la rame et au harpon passés en sautoir, à l'ancre de marine brochante, le tout d'argent. |
| Blason de Saint-Laurent-sur-Saône | Détails | Le statut officiel du blason reste à déterminer.                                                                        |